# Gagrellinae
Sous-famille
Les Gagrellinae sont une sous-famille d'opilions eupnois de la famille des Sclerosomatidae.

## Distribution
Les espèces de cette sous-famille se rencontrent pour la plupart en Asie et en Amérique, et quelques-unes en Europe, en Afrique et en Océanie.

## Liste des genres
Selon World Catalogue of Opiliones (29/03/2023) :
- Abaetetuba Tourinho-Davis, 2004
- Adungrella Roewer, 1955
- Aguilaia González-Sponga, 2003
- Akalpia Roewer, 1915
- Altobunus Roewer, 1910
- Amazonesia Soares, 1970
- Antigrella Roewer, 1954
- Aurivilliola Roewer, 1910
- Azucarella Roewer, 1959
- Bakerinulus Roewer, 1955
- Bastia Roewer, 1910
- Bastioides Mello-Leitão, 1931
- Baturitia Roewer, 1931
- Bellonia González-Sponga, 2003
- Biceropsis Roewer, 1935
- Bonthainia Roewer, 1914
- Bullobunus Roewer, 1910
- Caluga Roewer, 1959
- Cardenalia Kury, 2017
- Carinobius Roewer, 1955
- Carmenia Roewer, 1915
- Carmichaelus Roewer, 1929
- Ceratobunellus Roewer, 1911
- Ceratobunoides Roewer, 1923
- Ceratobunus Thorell, 1889
- Cervibunus Roewer, 1912
- Chasenella Roewer, 1955
- Chebabius Roewer, 1935
- Coonoora Roewer, 1929
- Dentobunus Roewer, 1910
- Diangathia Roewer, 1955
- Echinobunus Roewer, 1912
- Euceratobunus Roewer, 1923
- Eugagrella Roewer, 1910
- Euzaleptus Roewer, 1911
- Fesa Roewer, 1953
- Gagrella Stoliczka, 1869
- Gagrellenna Roewer, 1929
- Gagrellina Roewer, 1914
- Gagrellissa Roewer, 1931
- Gagrellopsis Sato & Suzuki, 1939
- Gagrellula Roewer, 1910
- Garleppa Roewer, 1912
- Geaya Roewer, 1910
- Globulosoma Martens, 1987
- Guaranobunus Ringuelet, 1953
- Hamitergum Crawford, 1992
- Harmanda Roewer, 1910
- Harmandina Schenkel, 1953
- Hehoa Roewer, 1929
- Heterogagrella Roewer, 1954
- Hexazaleptus Suzuki, 1966
- Hexomma Thorell, 1876
- Himaldroma Martens, 1987
- Himalzaleptus Martens, 1987
- Holcobunus Roewer, 1910
- Holmbergiana Mello-Leitão, 1931
- Hologagrella Roewer, 1910
- Hypogrella Roewer, 1955
- Hypsibunus Thorell, 1891
- Jussara Mello-Leitão, 1935
- Koyamaia Suzuki, 1972
- Krusa Goodnight & Goodnight, 1947
- Krusella Roewer, 1953
- Liopagus Chamberlin, 1916
- Marthana Thorell, 1891
- Melanopa Thorell, 1889
- Melanopella Roewer, 1931
- Melanopula Roewer, 1929
- Metadentobunus Roewer, 1915
- Metahehoa Suzuki, 1985
- Metasyleus Roewer, 1955
- Metaverpulus Roewer, 1912
- Metazaleptus Roewer, 1912
- Microzaleptus Roewer, 1955
- Mitopiella Banks, 1930
- Mucuya González-Sponga, 2003
- Munequita Mello-Leitão, 1941
- Neogagrella Roewer, 1914
- Nepalgrella Martens, 1987
- Nepalkanchia Martens, 1990
- Obigrella Roewer, 1955
- Octozaleptus Suzuki, 1966
- Onostemma Mello-Leitão, 1938
- Oobunus Kishida, 1930
- Orissula Roewer, 1955
- Padangrella Roewer, 1954
- Palniella Roewer, 1929
- Paradentobunus Roewer, 1915
- Paragagrella Roewer, 1912
- Paragagrellina Schenkel, 1963
- Parageaya Mello-Leitão, 1933
- Paraumbogrella Suzuki, 1963
- Paruleptes Soares, 1970
- Pectenobunus Roewer, 1910
- Pergagrella Roewer, 1954
- Pokhara Suzuki, 1970
- Prionostemma Pocock, 1903
- Prodentobunus Roewer, 1923
- Psammogeaya Mello-Leitão, 1946
- Psathyropus Koch, 1878
- Pseudarthromerus Karsch, 1892
- Pseudogagrella Redikortsev, 1936
- Pseudomelanopa Suzuki, 1974
- Pseudosystenocentrus Suzuki, 1985
- Romerella Goodnight & Goodnight, 1943
- Sarasinia Roewer, 1914
- Sataria Roewer, 1915
- Scotomenia Thorell, 1889
- Sericicorpus Martens, 1987
- Sinadroma Roewer, 1955
- Syleus Thorell, 1876
- Syngagrella Roewer, 1914
- Systenocentrus Simon, 1886
- Tamboicus Roewer, 1912
- Taperina Roewer, 1953
- Tetraceratobunus Roewer, 1915
- Thunbergia Martens, 2020
- Toragrella Roewer, 1955
- Trachyrhinus Weed, 1892
- Umbogrella Roewer, 1955
- Umbopilio Roewer, 1956
- Vaho González-Sponga, 2003
- Valle González-Sponga, 2003
- Varinodulia Canals, 1935
- Verpulus Simon, 1901
- Verrucobunus Roewer, 1931
- Xerogrella Martens, 1987
- Zaleptiolus Roewer, 1955
- Zaleptulus Roewer, 1955
- Zaleptus Thorell, 1876

## Publication originale
- Thorell, 1889 : « Aracnidi Artrogastri Birmani raccolti da L. Fea nel 1885-1887. » Annali del Museo Civico di Storia Naturale di Genova, sér. 2, vol. 7, p. 521-729 (texte intégral).